# Biblioteca Gunnerus
La Biblioteca Gunnerus en Trondheim es la biblioteca científica más antigua de Noruega y se remonta a 1768 cuando era la biblioteca de la Real Sociedad Noruega de Ciencias y Letras (DKNVS) . La biblioteca lleva el nombre del obispo Johan Ernst Gunnerus (1718-1773).
La biblioteca Gunnerus se encuentra entre las bibliotecas históricas más importantes de Escandinavia debido a su rica colección del siglo XVIII. Se centra especialmente en los campos académicos de arqueología, botánica y zoología, pero también es una biblioteca científica general con una extensa colección de historia de la cultura y las ciencias, así como de genealogía e historia local. La biblioteca está abierta al público y es frecuentada principalmente por científicos y estudiantes de la Universidad Noruega de Ciencia y Tecnología (NTNU, por sus siglas en inglés) e historiadores locales.
La biblioteca Gunnerus se encuentra en el barrio de Kalvskinnet de Trondheim . Se basa en el edificio de la biblioteca de la DKNVS que data de 1866, y los nuevos anexos adyacentes que se agregaron más tarde en los años 1939 y 1975.
La biblioteca cuenta con una colección de fotografías, mapas, manuscritos y una gran colección de libros que datan del siglo XV. La biblioteca también tiene una extensa colección de libros que provienen del depósito legal noruego y materiales revisados de los últimos cien años.

## Historia

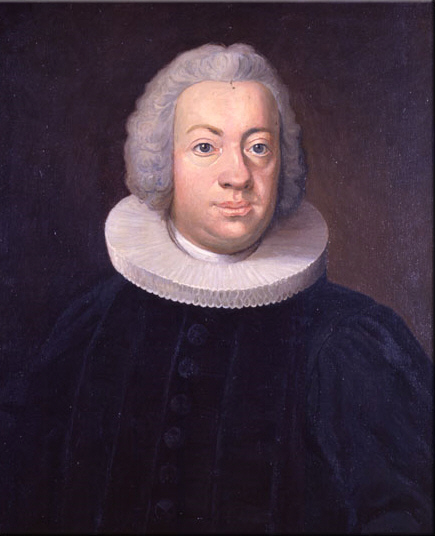
Johann Ernst Gunnerus

El año 1768 se tiene como el año de fundación de la biblioteca porque la Real Sociedad Noruega de Ciencias y Letras (DKNVS) contrató a Peter Daniel Baade como bibliotecario. Se suponía que debía transmitir la colección de libros al exterior. Pero el empleo de Baade fue de corta duración, después de un mes fue nombrado sacerdote en Zelanda en Dinamarca. Esa es la razón por la que Johan Ernst Gunnerus , cofundador de la Sociedad, se convirtió en bibliotecario, cargo que ocupó hasta su muerte en 1773. En ese momento, la biblioteca estaba ubicada en la casa de Gunnerus en la puerta de Dronningens.
Según los primeros estatutos de la Sociedad, cada nuevo miembro tenía que pagar 10 riksdaler o dar dos libros por el mismo valor a la biblioteca. Así fue como la biblioteca empezó a construir su colección. Pero también se hicieron herencias testamentarias, por ejemplo, de Gerhard Schøning y Christopher Hammer.
Al principio, la biblioteca era una biblioteca de investigación solo para miembros de la DKNVS, pero después de un tiempo se abrió al público. Hasta el año 1874 la colección se caracterizó por la ciencia general. Ese año trajo una reforma a la Sociedad que introdujo un nuevo enfoque en la literatura. A partir de entonces la colección se centró en los temas de botánica , zoología , arqueología e historia.
La historia de la biblioteca está estrechamente relacionada con el museo, el actual Museo NTNU de Historia Natural y Arqueología . Ambos pasaron a formar parte de la Universidad de Trondheim en 1968.
Como parte del depósito legal, la biblioteca obtuvo el derecho de requisición para las impresiones noruegas en 1939. Con este derecho, la biblioteca de DKNVS en Trondheim y el Museo de Bergen pudieron reclamar en cada caso una copia de los libros de los editores noruegos. La nueva ley de depósito legal de 1989 amplió este derecho a todas las bibliotecas universitarias, entre ellas también la Biblioteca Gunnerus y la Biblioteca Universitaria NTNU.